# ولیکا سترمیکا
ولیکا سترمیکا (اسلوونیایی: Velika Strmica) یک زیستگاه انسانی در اسلوونی است که در Lower Carniola واقع شده‌است.

## خصوصیات
ولیکا سترمیکا ۱٫۴۷ کیلومترمربع مساحت و ۴۶ نفر جمعیت دارد و ۴۰۴ متر بالاتر از سطح دریا واقع شده‌است.